# 凌成兴
凌成兴（1957年10月—），男，汉族，江西上高人。1977年1月加入中国共产党，1980年12月参加工作。华中农学院干部专修科毕业，中共中央党校研究生院经济管理专业在职研究生学历。曾任中共江西省委常委、常务副省长，国家烟草专卖局局长。

## 经历
1984年2月，任江西省上高县委常委、副县长。1987年3月，升任江西省丰城市委副书记、市长。
1990年8月，升任江西省经委副主任。1992年8月，升任江西省烟草专卖局局长。1995年7月，转任江西省省长助理。1997年8月至11月，兼任江西省经贸委主任。
2001年12月，升任江西省人民政府副省长，2006年4月，兼任省国有资产监督管理委员会主任，同年12月当选省委常委，并升任常务副省长。
2013年5月，调任工业和信息化部党组成员，国家烟草专卖局局长、党组书记，中国烟草总公司总经理，2018年到龄卸任。
2023年10月23日，已退休五年的凌成兴涉嫌严重违纪违法，接受中央纪委国家监委纪律审查和监察调查，是首位被查的国家烟草专卖局「一把手」。
2024年4月，凌成兴被开除党籍、取消其享受的待遇，通报称其“靠烟吃烟”，“致使国家利益遭受特别重大损失”。5月，凌成兴涉嫌受贿、国有公司人员滥用职权一案由国家监委调查终结，移送检察机关审查起诉，最高人民检察院依法对其作出逮捕决定。
2024年11月25日，中共官方通報，中國工業和信息化部前中共黨組成員、國家菸草專賣局前黨組書記暨局長、中國菸草總公司前總經理凌成興，涉嫌受賄、國有公司人員濫用職權一案，由中國國家監察委員會調查終結，經最高檢指定，由吉林省長春市人民檢察院審查起訴。
長春市檢察院指控稱，凌成興利用擔任江西省委常委、副省長，國家菸草專賣局局長，中國菸草總公司總經理等職務上的便利，為有關單位和個人在項目承攬、企業經營、職務調整等方面謀取利益，2006年至2023年間，直接或者通過他人收受財物共計折合人民幣4311萬餘元。2015年以来，凌成兴担任国家烟草专卖局党组书记、局长，中国烟草总公司总经理期间，在促成、审议投资并收购股权过程中，徇私舞弊、滥用职权，造成国有资产损失人民币2.08亿余元。
2025年5月21日，吉林省长春市中级人民法院一审以受贿罪判处凌成兴有期徒刑13年，并处罚金人民币400万元，以国有公司人员滥用职权罪判处有期徒刑5年，数罪并罚，决定执行有期徒刑16年，并处罚金人民币400万元。